# Karol Sienkiewicz
Pour les articles homonymes, voir Sienkiewicz.
Karol Sienkiewicz, né le 20 janvier 1793 à Kalynivka et mort le 7 février 1860 dans le 8e arrondissement de Paris, est un poète polonais, historien, militant social et politique, cofondateur de la Bibliothèque polonaise de Paris. 

## Biographie
Karol Sienkiewicz est le fils d'Antoni Sienkiewicz et Józefa Taniszewska ; il fait ses études d'abord chez les prêtres basiliens à Ouman, puis à Vinnytsia et enfin à Kremenets. Dès sa jeunesse il se passionne pour la poésie. Il traduit également des œuvres classiques. 
En 1816, Karol Sienkiewicz accepte l'offre de prise en charge de ses études, par le prince Adam Czartoryski, qui l'envoie étudier en France. Dans les années 1819-1822, il étudie la bibliothéconomie à Paris. Il devient ensuite le secrétaire privé du prince Czartoryski. En 1823 il est nommé chef de la Bibliothèque Czartoryski à Puławy. 
En 1830, Karol Sienkiewicz rejoint la Garde nationale polonaise. Après la chute de l'Insurrection de Novembre 1830, il émigre avec le prince Czartoryski en France, lors de la Grande Émigration. Il reste au service du prince qui vient d'acheter l'Hôtel Lambert, un hôtel particulier de Paris. 
Karol Sienkiewicz est l'éditeur de la « Chronique de l'émigration polonaise » (1836-1838). Il est le secrétaire du Département d'histoire de la Société historique et littéraire polonaise. Il traduit en polonais la chanson La Varsovienne, écrite par le français Casimir Delavigne, connu pour favoriser la Pologne et les Polonais et connu sous le nom « Warszawianka 1831 ».
Karol Sienkiewicz vit avec son épouse Świętosława Borzęcka et leur fils Arthur, Rue de Penthièvre à Paris. Il est mort chez lui le 7 février 1860 à l'âge de 67 ans.

## Publication partielle
- Portée et validité des traités entre Russie et la Pologne, Paris (1854)
- Panią jeziora - traduction de l'œuvre de Walter Scott, La Dame du lac.
- L'Angleterre, la France, la Russie et la Turquie - traduction de l'œuvre de D. Urquhart, Paris (1835)